# 草川信
草川 信（くさかわ しん、1893年2月14日 - 1948年9月20日）は、日本の作曲家。

## 生涯
長野県上水内郡長野町（現長野市）に旧松代藩士で銀行員の草川一成の四男として生まれる。長野師範学校附属小学校（信州大学教育学部附属長野小学校）で福井直秋に薫陶を受け、旧制長野中学（長野県長野高等学校の前身）を経て、東京音楽学校（東京芸術大学音楽学部の前身）に進むとヴァイオリンを安藤幸と多久寅に、ピアノを弘田龍太郎に師事する。
1917年卒業後、渋谷区立小学校訓導、東京府立第三高等女学校（東京都立駒場高等学校と東京都立芸術高等学校の前身）教諭、東京市杉並高等家政女学校（東京都立荻窪高等学校の前身）、東京音楽学校教務嘱託など教職の傍ら、東京音楽学校管弦楽団などで演奏家として活動。その後、雑誌『赤い鳥』に参加し童謡の作曲を手がける。子の草川宏、実兄の草川宣雄（1880年9月9日 - 1963年）と青木友忠（1887年 - 1921年6月28日）、甥（宣雄の子）の草川啓も同校卒業生で、宣雄は東京の富士見町教会オルガニストであった。
同郷に河野通勢がいる（同じ小学校に在籍していた）。故郷の長野市往生寺境内に「夕焼けの鐘」「夕焼小焼」の歌碑がある。

## 主な作品

### 声楽曲
- ゆりかごの唄（北原白秋作詞）
- 離れ小島の（北原白秋作詞）
- ふぶきの晩（北原白秋作詞）
- 南の風（北原白秋作詞）
- 夕焼小焼（中村雨紅作詞）
- 兵隊さんの汽車（富原薫作詞・戦後GHQの指令で歌詞を『汽車ポッポ』に変更）
- 緑のそよ風（清水かつら作詞）
- 春のうた（野口雨情作詞）
- どこかで春が（百田宗治作詞）
- ふうりん（川路柳虹作詞）
- 父母の声（与田準一作詞）
- ままごと（浜田広介作詞）
- 風（クリスティーナ・ロセッティ作詞、西条八十訳詞）
- さいたま市立木崎小学校（下山懋作詞）
- 宮城県仙台二華中学校・高等学校（渡辺義丸作詞）
- 長野県屋代高等学校・附属中学校（佐竹盛富作詞・折口信夫校閲）[7]
- 馬の鈴（川路柳虹作詞）[8]
- 秋の声（額賀誠志作詞）[9]
- いたちっこ（額賀誠志作詞）[9]
- お月さんのうた（額賀誠志作詞）[9]
- 閑古鳥（額賀誠志作詞）[9]
- たにし（額賀誠志作詞）[9]
- どんと波こい（額賀誠志作詞）[9]
- 虹の橋（額賀誠志作詞）[9]
- ねんねんころりん（額賀誠志作詞）[9]
- 浜防風（額賀誠志作詞）[9]
- 春風（額賀誠志作詞）[9]
- 筆の花（額賀誠志作詞）[9]
- やまのお医者さま（額賀誠志作詞）[9]

### 室内楽曲
- My baby イ長調（ヴァイオリンとピアノのための）[10]
- ガヴォット イ長調（ヴァイオリンとピアノのための）[11]
- 奇想曲集（ヴァイオリンとピアノのための）[12][13]